# 周广仁
周广仁（1928年12月17日—2022年3月7日），中国钢琴演奏家、教育家。中央音乐学院钢琴系终身教授、原系主任。她是中國第一位在國際賽事中獲獎的鋼琴家，被譽為「中國鋼琴教育的靈魂」。

## 生平
周广仁祖籍浙江宁波，出生于德国汉诺威。1933年6月随父母回到中国，定居上海。1938年开始学习钢琴，同年入读私立上海音乐馆，曾师从钱琪、丁善德、杨嘉仁、梅百器。1946年，考入上海音乐专科学校，师从李翠贞及几位国外钢琴家。1949年9月兼任中央音乐学院华东分院（上海音乐学院的前身）钢琴教师。1951年3月，赴捷克参加布拉格之春音乐节；同年赴柏林参加第三届世界青年联欢节，获钢琴比赛三等奖，为中华人民共和国钢琴家首次获国际奖项；1953年赴罗马尼亚参加第四届世界青年联欢节。1952年－1955年，任中央歌舞团、中央乐团独奏员。1955年10月，到中央音乐学院进修，在苏联专家塔图良（Aram Tatulian）的班上学习，同时在中央音乐学院钢琴系兼职任教。1959年调任中央音乐学院钢琴系教研室副主任。1960年，在北京举办的肖邦、舒曼诞生一百五十周年纪念会上，演奏两人的钢琴协奏曲。1962年，随青年艺术家演出团赴香港、澳门演出。“文革”中，其丈夫陈子信被迫害致死，1972年3月，周广仁任中央五七艺术学校钢琴组组长。1979年任中央音乐学院钢琴系副主任。1980年，应埃德加·斯诺基金会之邀赴美访问半年，在29所院校讲学，在32座城市举办独奏会。1982年5月，在搬动钢琴时三根手指被砸伤，一年后重返舞台。1986－1992年，任中央音乐学院钢琴系主任。
1980年后，周广仁屡次出任国际钢琴比赛的评委，任玛格丽特·朗、鲁宾斯坦、范·克莱本、柴可夫斯基、吉娜·巴考尔、利兹国际钢琴比赛的评委超过三十次。
2022年3月7日下午，周广仁在北京家中逝世，享年93岁。

## 钢琴教育
周广仁在中央音乐学院任教达五十余年，曾任钢琴系主任，直接培养教育出钢琴人才300余人。周广仁还热衷于钢琴普及工作，1983年及1989年，她先后在北京创办星海青少年钢琴学校和乐友钢琴培训学校。1998年，在北京音乐厅每月进行一场钢琴音乐普及讲座；1999年，在央视主讲了16节《钢琴名家名曲欣赏》。她曾多次邀请华尔特·阿斯沃林斯基赴中国大师班讲学、演奏。同时，周广仁组织钢琴比赛和考级。1985年，她发起创办“星海杯”少年儿童钢琴比赛，自此中国有了全国范围的青少年业余钢琴比赛。1994年，发起筹办中国首届国际钢琴大赛，并在北京成功举行，中国自此有了本国举办的国际钢琴比赛，她本人也出任一至三届评委会主席。

## 获奖与荣誉
- 1951年，在维也纳举行的第三届世界青年與學生聯歡節的钢琴比赛中获得三等奖
- 1956年，在维尔茨举行的第一届罗伯特·舒曼国际钢琴家和歌手比赛的钢琴比赛中获得第八名[13][9]
- 1956年，文化部优秀演奏员[6]
- 1991年，全国文化系统先进工作者[14]
- 1993年，全国五一劳动奖章[14]
- 1998年，宝钢优秀教师特等奖[14]
- 2009年，中国音乐金钟奖终身成就奖[15]

## 作品

### 作曲
钢琴曲：《小红军》（1958年），《台湾同胞我的骨肉兄弟》（1978年出版），《陕北民歌主题变奏曲》（1984年），《敬爱的总理，人民的好总理》

### 著作
- 周广仁 编著：《钢琴演奏基础训练》，高等教育出版社，1990年，ISBN 7-04-003278-3
- 《幼儿钢琴入门教程》
- 周广仁 主编：《中国钢琴诗人顾圣婴》，上海音乐出版社，2001年，ISBN 7-80667-019-X
- 周广仁 编著，廖劲斌 整理：《钢琴手指基本练习》，人民音乐出版社，2015年，ISBN 978-7-103-04849-8

## 命名
- 周广仁钢琴艺术中心[4]
- 广仁音乐